# Eckart Muthesius
Pour les articles homonymes, voir Muthesius.
Eckart Muthesius est un architecte et un architecte d'intérieur allemand né le 17 mai 1904 à Berlin et décédé le 9 août 1989.

## Biographie
Il est l'un des cinq enfants de l'architecte Hermann Muthesius et de sa femme Anna Muthesius, qui après avoir reçu une formation de chanteuse est devenue une architecte d'intérieur autodidacte.
En 1929, il rencontre à Oxford Shri Yeshwant Rao Holkar Bahadur, le futur maharadjah de la principauté d'Indore, qui lui confie la construction du palais Manik Bagh. Pour ce projet, il fait appel à Eileen Gray, Le Corbusier, Jacques-Émile Ruhlmann, Louis Sognot et Charlotte Alix, Charlotte Perriand et Ivan da Silva-Bruhns.
En 1939, il doit quitter les Indes au moment où débute la Seconde Guerre mondiale. Dans l'Allemagne d'après-guerre, il se spécialise dans la construction d'hôpitaux.
Il est enterré au cimetière du Nikolassee à Berlin.

## Réalisations
- 1925 : Reklamehaus sur la Potsdamer Platz à Berlin
- 1925 : Lichtreklame à l'ancienne Mädlerhaus de Berlin
- 1927-1928 : projet de l'agence de publicité Crawfords Reklame-Agentur GmbH au 111 de la Potsdamer Straße à Berlin
- 1928 : Ladengeschäft Revelation pour Francis Kennedy au 11 de la Tauentzienstraße 11 à Berlin
- 1928 : appartement de Carl August von Gablenz à Berlin
- 1928-1929 : appartement pour le président du Sénat Albrecht von Hagen à Berlin-Schlachtensee
- Autour de 1929 : équipement d'un appartement avec une galerie de peintures pour O.T. Falk à Londres
- 1929 : aménagements du Jockey Bar de Berlin, Lutherstraße 2
- 1929-1932 : équipement du palais Manik Bagh pour le maharadjah d'Indore
- 1930 : appartement de Fritz Huber à Berlin-Westend, Marathonallee 25[2]
- 1930 : maison de campagne du Dr Seifert à Bergen auf Rügen
- 1931 : projet pour une maison de campagne à Rajpilia Tank près d'Indore pour le maharadjah d'Indore
- 1933-1934 : projet d'appel d'offres pour la Deutsches Haus pour l'Exposition internationale de Bruxelles en 1935
- 1934 : projet de yacht pour le maharadjah d'Indore
- 1934-1935 : plan d'un appartement en Inde
- 1934-1935 : maison de maîtres et maison d'invités à Indore
- 1936-1937 : plan de la salle du trône Purdar Hall du maharadjah de Jaipur
- 1936-1937 : étude d'urbanisme pour la principauté de Hyderabad
- 1936-1937 : maison privée d'un avocat de Bombay
- 1937 : plan d'un hôpital de 500 lits à Indore
- 1937 : équipement d'une voiture-salon de train pour le maharadjah d'Indore
- 1941 : hôpital municipal d'Oranienbourg
- 1945 : OMGUS, quartier général de l'armée d'occupation américaine à Berlin (1945)
- um 1946 : Harnack-Haus avec le mess des officiers de l'armée d'occupation américaine à Berlin-Dahlem
- um 1946 : reconstruction de la Cour d'appel de Berlin (Kammergericht) au parc Heinrich-von-Kleist pour le Conseil de contrôle allié
- 1948 : Marine Bar à l'Harnack-Haus de Berlin-Dahlem (avec Willy Kreuer)
- 1948 : décoration intérieure de la résidence privée des généraux américains Eisenhower et Clay à Berlin-Dahlem
- 1948 : villa d'été Muthesius à Kloster sur le Hiddensee
- 1949-1953 : Landstuhl Regional Medical Center (hôpital de mille lits) à Landstuhl pour le quartier général américain de Heidelberg
- 1949-1953 : construction de bâtiments militaires à Landstuhl, Kaiserslautern, Neubrücke, Bad Hersfeld, Francfort
- 1949-1953 : bâtiments de la radio Radio Free Europe à Munich, Englischer Garten
- 1953 : hôtel Haus Marina à Francfort-sur-le-Main, Savignystraße 31
- 1955 : Ausstellungsstände für die Frankfurter Automobilausstellung
- 1955 : aménagement d'une maison de cure de Westerland (détruite)
- nach 1953 : dépôt central médical de l'armée américaine à Croix-Chapeau
- nach 1953 : cliniques à Bordeaux, Croix-Chapeau, Évreux, et Orly.
- nach 1953 : immeuble d'habitation à Sèvres près de Paris (avec M.P.O. Bauer)
- 1953-1970 : Raststätten im Auftrag des Verkehrsministeriums Bonn: Tankstelle Camberg, Frankfurt-Nord, Darmstadt, Limburg, Straßenmeisterei Offenbach
- avant 1970: magasin de Triton-Belco AG à Francfort, Hanauer Landstraße 117;
- avant 1970 : Haus der Konfektion, mit Lichtspieltheater de Francfort, Kaiserstraße 54;
- avant 1970 : magasin de la Weinberger Musikverlag GmbH à Francfort, Oeder Weg 26
- avant 1970 : immeubles à Berlin: Erfurter Straße, Westfälische Straße, Calandrellistraße, Viktoria-Luise-Platz.
- avant 1970 : immeubles d'habitation à in Frankfurt-Sulzbach pour la Farbwerke Hoechst
- avant 1970 : maisons des familles Kutsch, von Livonius, Nitschke, Rothe-Rimpler à Berlin
- avant 1970 : maison de la famille Prentzel à Francfort
- avant 1970 : maison de F. Albrecht à Hambourg
- avant 1970 : maison de J.W. Menne à Oberursel.
- 1965-1967 : immeuble d'habitation et de magasins à Berlin-Charlottenbourg à l'angle des Lietzenburgerstraße et Knesebeckstraße (avec Klemens Weigel)[3]
- vers 1970 : Siège de Detmerode de l'usine Volkswagen de Wolfsbourg
- 1973 : Rockfabrik Alois Heintze à Berlin, Tempelhofer Ufer
- 1978 : maison du Dr W. Lehmann à Dahlem, Griegstraße

Et aussi : 
- Villa de vacances Pjerregard pour le cinéaste Walter Felsenstein à Kloster (île du Hiddensee), Hügelweg 19 (édifice classé)

## Distinctions
- Membre d'honneur de l'Architectural Association à Londres

## Sources
- (de) Cet article est partiellement ou en totalité issu de l’article de Wikipédia en allemand intitulé « Eckart Muthesius » (voir la liste des auteurs).